# Juan Anderson
Juan O. Anderson ang. James Oswaldo Anderson (ur. 15 marca 1872 w Buenos Aires – zm. 20 lipca 1932 w Reading) – argentyński piłkarz, grający podczas kariery na pozycji napastnika.

## Kariera klubowa
Juan Anderson podczas kariery piłkarskiej występował w klubie Lomas Athletic Buenos Aires. Z Lomas trzykrotnie zdobył mistrzostwo Argentyny w 1895, 1897 i 1898.

## Kariera reprezentacyjna
W reprezentacji Argentyny Anderson jedyny raz wystąpił 20 lipca 1902 w wygranym 6-0 meczu z Urugwajem, którym był pierwszym meczem reprezentacji Argentyny w historii. W 71 min. zdobył 5 bramkę dla Argentyny.